# Herenhuis van La Salle
Het Herenhuis van La Salle (Frans: Manoir de la Salle) is een kasteel in de Franse gemeente Saint-Léon-sur-Vézère. Het kasteel is een beschermd historisch monument sinds 1941. In 1957 werden andere elementen beschermd verklaard.